# Schrankia sarothrura
Schrankia sarothrura är en fjärilsart som beskrevs av Edward Meyrick 1899. Schrankia sarothrura ingår i släktet Schrankia och familjen nattflyn. Inga underarter finns listade.